# Олдменс Тауншип (Нью-Джерсі)
Олдменс Тауншип (англ. Oldmans Township) — селище (англ. township) в США, в окрузі Салем штату Нью-Джерсі. Населення — 1910 осіб (2020).

## Демографія
Згідно з переписом 2010 року, у селищі мешкали 1773 особи в 652 домогосподарствах у складі 502 родин. Було 699 помешкань
Расовий склад населення:
| - 87,5 % — білих - 7,7 % — чорних або афроамериканців - 0,9 % — азіатів - 0,2 % — корінних американців - 2,3 % — осіб інших рас |

До двох чи більше рас належало 1,4 %. Частка іспаномовних становила 7,0 % від усіх жителів.
За віковим діапазоном населення розподілялося таким чином: 23,1 % — особи молодші 18 років, 63,5 % — особи у віці 18—64 років, 13,4 % — особи у віці 65 років та старші. Медіана віку мешканця становила 42,5 року. На 100 осіб жіночої статі у селищі припадало 95,5 чоловіків;  на 100 жінок у віці від 18 років та старших — 96,4 чоловіків також старших 18 років.
Середній дохід на одне домашнє господарство  становив 97 211 долар США (медіана — 72 045), а середній дохід на одну сім'ю — 114 725 доларів (медіана — 92 750). Медіана доходів становила 69 643 долари для чоловіків та 54 432 долари для жінок. За межею бідності перебувало 7,3 % осіб, у тому числі 6,3 % дітей у віці до 18 років та 7,8 % осіб у віці 65 років та старших.
Цивільне працевлаштоване населення становило 902 особи. Основні галузі зайнятості: освіта, охорона здоров'я та соціальна допомога — 22,6 %, виробництво — 16,7 %, роздрібна торгівля — 9,5 %, фінанси, страхування та нерухомість — 8,3 %.